# غواك تاي هوي
غواك تاي هوي (بالهانغل: 곽태휘، وبالهانجا: 郭泰輝)، ويكتب أيضاً: كواك تاي هوي. ولد في 8 يوليو 1981) هو لاعب كرة قدم من كوريا الجنوبية. يلعب غواك حالياً لصالح نادي جيونجنام والمنتخب الكوري الجنوبي لكرة القدم.

## روابط خارجية
- غواك تاي هوي على موقع الاتحاد الدولي (مؤرشف)  (الإنجليزية)
- غواك تاي هوي على موقع رابطة كرة القدم اليابانية للمحترفين (اليابانية)
- غواك تاي هوي على موقع دوري كوريا الجنوبية (الإنجليزية)
- غواك تاي هوي على موقع قاعدة بيانات كرة القدم.إي يو (الإنجليزية)
- غواك تاي هوي على موقع ناشيونال فوتبول تيمز (الإنجليزية)
- غواك تاي هوي على موقع Soccerway.com (الإنجليزية)
- غواك تاي هوي على موقع AS.com (الإسبانية)